# 内部統制
内部統制（ないぶとうせい、英: internal control）とは、組織の業務の適正を確保するための体制を構築していくシステム（制度）を指す。すなわち、組織がその目的を有効・効率的かつ適正に達成するために、その組織の内部において適用されるルールや業務プロセスを整備し運用すること、ないしその結果確立されたシステムをいう。コーポレート・ガバナンスの要とも言え、近年その構築と運用が重要視されている。内部監査と密接な関わりがあるので、内部監督と訳されることもあるが、内部統制が一般的な呼び名となっている。

## 沿革
内部統制自体は、およそ組織が成立した段階から事実上存在していたものと想定することができるが、その理論化に関する先駆的業績としては、アメリカのトレッドウェイ委員会支援組織委員会（COSO）が1992年に公表した報告書である「内部統制の統合的枠組み」（COSO報告書）が重要視されている。
国際決済銀行内にあるバーゼル銀行監督委員会は、1998年1月19日、銀行におけるリスク管理水準の向上を目指した継続的な作業の一環として、「内部管理体制の評価のためのフレームワーク」と題した論文を公表した。ここでは健全な内部管理体制に必須な要素について記載しているほか、銀行監督当局が銀行の内部管理を評価するうえで利用するための14の原則を定めている。
日本においては大和銀行巨額損失事件を発端として取締役が内部管理体制を構築すること自体が果たすべき善管注意義務であるとして、商法特例法により委員会等設置会社に体制構築が義務付けられ、会社法施行に伴い広く適用されるようになった。これに伴い、企業会計審議会・内部統制部会が「財務報告に係る内部統制の評価及び監査の基準」および「財務報告に係る内部統制の評価及び監査に関する実施基準」を設定し、日本における内部統制の実務の枠組みを定めている。

## 概要
内部統制は、企業統治に関連して論じられることが多いが、企業に限らず政府機関を含めたあらゆる組織がその対象となる。内部監査と綿密な係わり合いがあるため内部監督と訳されることもある。
英米の会社組織では（内部）監査部が組織の監督を行うとともに外部監査を行う監査法人と対応する。
監査を専門に行う人は監査人や監査士（公認会計士である場合）あるいは監察官（政府）によって行われる。
外部監査は法律で公認会計士だけが行うことのできる独占業務であると定められている。
また外国では外部監査と企業の内部監督部との関係が強いため企業の内部監査の人員は監査法人から雇われることが多い。また独裁国家の軍部においては政治将校が同等の役割を果たす。ちなみに一組織が別の組織を監督することは外部監督となるがこの場合にそのような権限を有するのは大抵が政府機関であり、これらの省庁が監督責任のある業界や組織を規制する。
広義には、組織の目的を果たすために責任者または経営者が整備・運用するものである。
狭義には、法律行為や財務報告における不正や誤りを防止するために経営者が主体となって整備・運用するものである。具体的には、組織形態や社内規定の整備、業務のマニュアル化や社員教育システムの整備、規律を守りながら目標を達成させるための環境整備、および財務報告や経理の不正防止が挙げられる。
コーポレートガバナンスは株主と経営者との間における仕組みであるが、内部統制は経営者と労働者との間における仕組みであり経営そのものである。
また、内部統制は4つの限界も指摘されており、それを克服するために、業態や時代の変化とともに適確に変化させていくための不断の努力が必要である。

## 日本版SOX法における内部統制
日本では、平成16年5月の会社法によって、業務全般に対してこのシステムを整備・運用することが明確にされ、大会社および関連会社に義務付けられた。
財務報告については、米国でエンロン事件やワールドコム事件といった巨額粉飾・不正監査事件が多発したのをきっかけに、日本においても不正や誤りを防止する仕組みが十分ではない上場企業が多いことが認識された。そこで、金融商品取引法において、内部統制の整備状況や有効性を評価した内部統制報告書を経営者が作成し、公認会計士等がそれを監査する、二重責任の原則に基づいた仕組みが整備された。この内部統制報告書を基に、公認会計士が会計監査の手順を策定して監査を実施することになった。以前からも公認会計士が内部統制の有効性の評価を内々に行ってから会計監査の手順を策定していたのを、二重責任化して報告・監査するように法制化したものといえる。俗にJ-SOX法と呼ばれ、米国のSOX法を参考にしたものであって、2008年（平成20年）4月1日以後に開始する事業年度から適用された。本来は内部統制の整備運用状況を単純に報告させるものであるが、内部統制の必要十分な整備を促す効果も期待されている。

### 成立の経緯
2006年5月に施行された会社法に明記されており、かつ2006年6月に国会で成立した金融商品取引法（に記載された内部統制報告書の提出の義務に関する部分が日本版SOX法と呼称されている）の2008年度（2009年3月期）施行時に本格稼動することを望まれている。企業会計審議会内部統制部会（部会長 八田進二）の公開草案では、次のとおりに定義され、2007年1月31日に了承された。
内部統制とは、基本的に、業務の有効性及び効率性、財務報告の信頼性、事業活動に関わる法令等の遵守並びに資産の保全の4つの目的が達成されているとの合理的な保証を得るために、業務に組み込まれ、組織内のすべての者によって遂行されるプロセスをいい、統制環境、リスクの評価と対応、統制活動、情報と伝達、モニタリング（監視活動）及びIT（情報技術）への対応の6つの基本的要素から構成される。
2006年（平成18年）12月20日にこの公開草案に関する意見は締め切られ、本案どおり定義が定まった。

### 4つの目的
1. 業務の有効性・効率性
事業活動の目標の達成のため、業務の有効性及び効率性を高めること。
2. 財務報告の信頼性
開示する財務諸表と財務諸表に重要な影響をおよぼす可能性がある情報について、その信頼性を担保すること。
3. 法令遵守
事業活動に関わる法令や会計基準もしくは規範、各社の倫理綱領やガイドラインを順守させること。
4. 資産の保全
会社の資産(有形・無形、人的資源も含む）の取得やその使用、処分が正当な手続きや承認のもとで適切に行われるように資産の保全を図ること。

### 6つの基本的要素
企業会計審議会内部統制部会による実施基準の公開草案（平成18年11月21日）において、以下のとおり定義されている。
1. 統制環境
統制環境とは、組織の気風を決定し、統制に対する組織内のすべての者の意識に影響を与えるとともに、他の基本的要素の基礎をなし、リスクの評価と対応、統制活動、情報と伝達、モニタリング及びITへの対応に及ぼす基盤をいう。
2. リスクの評価と対応
リスクの評価とは、組織目標の達成に影響を与える事象のうち、組織目標の達成を阻害する要因をリスクとして識別、分析及び評価するプロセスをいう。
リスクへの対応とは、リスクの評価を受けて、当該リスクへの適切な対応を選択するプロセスをいう。
3. 統制活動
統制活動とは、経営者の命令及び指示が適切に実行されることを確保するために定められる方針及び手続きをいう。（e.g. ある作業に関し、誰が最終的な責任者であるかを明確にし、その者がその作業を、統制できている状況）
4. 情報と伝達
情報と伝達とは、必要な情報が識別、把握及び処理され、組織内外及び関係者相互に正しく伝えられることを確保することをいう。（e.g. 連絡・報告・相談をスムーズに行なうために、それを阻害するパワハラやセクハラ等の禁止を明文化し、防止を徹底させる。)
5. モニタリング（監視活動）
モニタリングとは、内部統制が有効に機能していることを継続的に評価するプロセス（内部監査や外部監査において監査側が統制活動を監査するためのサンプルの採取がスムーズに行なえるかどうかが焦点になる）をいう。
6. ITへの対応（情報技術）
ITへの対応とは、組織目標を達成するために予め適切な方針及び手続き（情報管理規定など）を定め、それを踏まえて、業務の実施において組織の内外のITに対し、適切に対応すること（e.g. 上記４つの目的、6つの基本的要素を踏まえて情報システムを構築すること、ITの保守・管理部門によって行なわれる財務関連の元データ情報の更新に関して、更新履歴を正確に記録することなど）をいう。

### 4つの限界
「財務報告に係る内部統制の評価及び監査の基準のあり方について」（企業会計審議会内部統制部会 平成17年12月8日）に、内部統制には固有の限界があると示されている。
1. 経営者が不当な目的の為に内部統制を無視ないし無効ならしめることがある。内部統制システムの構築は、経営者の責任において行われるので、経営者自らが内部統制を無視した行動をとれば、内部統制が機能しなくなってしまう。（e.g. 利益追求を重視するあまり、経営トップ自らが法令違反を指示する。他の役員や従業員が法令に違反していることを知りながら放置する。株価を上げるために粉飾決算をするよう経理担当者に命令をする。）
2. 判断の誤り、不注意、複数の担当者による共謀によって有効に機能しなくなる場合がある。担当者が不注意などによって事務処理等を間違えたり、判断ミスを犯してしまったりするような場合や、同僚同士や上司と部下など複数の担当者が共謀して計画的に不正を行なってしまう。（e.g. 社内の者が取引先の担当者など社外の者と共謀して不正を行う。）
3. 当初想定していなかった組織内外の環境の変化や非定型的な取引等には、必ずしも対応しない場合がある。内部統制システムを構築する前には想定していなかったような社内外の環境の変化が生じた、これまでとはまったく異なる取引を開始した、突発的に特別な取引が生じた。こうした事態が生じた場合、ルール作りが間に合わないことなどから、内部統制が必ずしも有効に機能するとは限らない。
4. 内部統制の整備及び運用に際しては、費用と便益と比較衡量が求められる。

　あらゆる経営問題と同様、どのような内部統制システムを構築するかは、経営判断に委ねられるが、内部統制システムの構築及び運営コスト（費用）とその結果得ることの出来るベネフィット（便益）を量りながら構築されてしまうために、コストダウンを計った結果、不十分な内部統制システムが構築されてしまうことがある。

### 内部統制報告書
金融商品取引法24条の4の4(いわゆる内部統制報告制度）に基づき、企業が事業年度ごとに内閣総理大臣に提出する報告書。当該条項においては、「当該会社の属する企業集団及び当該会社に係る財務計算に関する書類その他の情報の適正性を確保するために必要なものとして内閣府令で定める体制について、内閣府令で定めるところにより評価した報告書」と定義されている。日本では、MBAで税理士の南村博二が初めて単独で作成した。これを受けて、財務計算に関する書類その他の情報の適正性を確保するための体制に関する内閣府令が定められ、そこでひな型（第1号様式 第2号様式）が示されている。また内部統制の評価の基準・監査の基準として、金融庁企業会計審議会から財務報告に係る内部統制の評価及び監査に関する基準などが公表されている。これらの規定は内部統制報告制度と呼ばれている。
内部統制報告書は、上記の4つの目的のうちの1つ、財務報告の信頼性を目的として、上記の6つの基本的要素の構築・運用状況を経営者自らが評価する報告書であり、公認会計士または監査法人の監査証明を受ける必要がある。 
- 【罰則】 内部統制報告書を偽った場合は、5年以下の懲役または500万円以下の罰金、またはその両方が課せられる。法人に違反行為を問う場合には、5億円以下の罰金となる。

## メリット
内部統制システムを構築し、運用していくことによって、会社の信用が向上する。使用人や経営者の法令違反、判断ミス、組織や規定の未整備による情報漏洩、無計画なITの導入による業務の混乱・非効率・不透明化など、企業は様々な危険にさらされている。それらを適切に処理するために上記の6つの基本的要素を踏まえて4つの目的を追求してゆく業務の適正を確保するための体制を構築し、整備された諸規程に則って運用することが、企業の信用度向上によって得られる社会的地位の向上や収益の確保のための最善の策と考えられる。

## デメリット
内部統制システムの構築には、かなりのコストがかかる。内部統制の法制化は、本来は内部統制の整備状況の報告を求め、会計監査に資するためのものであるが、結果的に厳格な内部統制の仕組みの整備を要求してしまう側面をもつ。その整備が遅れていて、かつ労働力が不足ぎみの企業にとっては、事業全体のプロセスの総点検をして、組織形態や業務手順の変更と、それに対応させるための社員教育、運用をするには膨大な時間がかかり、初期費用も数～十数億円に上る場合がある。しかも、内部統制の仕組みは完成することがないので、継続的なコスト発生は避けられない。また、業務効率向上のための提言といえる「IT利用」に関しては、強制と解釈されて混乱や錯綜が生じたこともあった。
内部統制を厳格に行うと、企業の成長を損なう恐れがある。内部統制報告書の対象となる企業の範囲は、その支配下におかれるすべての会社である。関連子会社や、業務の一部をアウトソーシングした委託先、金融機関や企業が自己勘定で組成したファンドが出資したベンチャー企業なども対象の範囲に含まれることがある。企業の勃興期は活力に富んだ経営が求められるので、厳格な内部統制システムに縛られていては企業の成長を損なう恐れがある。

## 関連文献
- 八田進二、町田祥弘『内部統制基準を考える : 逐条解説 = Internal control over financial reporting』同文舘出版、2007年。ISBN 978-4495188115。
- 仁木, 一彦、久保, 恵一『図解ひとめでわかる内部統』（第1版）東洋経済新報社、2008年。ISBN 9784492093160。
  - 仁木, 一彦、久保, 恵一『図解ひとめでわかる内部統』（第2版）東洋経済新報社、2014年。ISBN 9784492092699。
- KPMGビジネスアシュアランス『内部統制の実践的マネジメント : 構築・運用・評価の実際』東洋経済新報社、2005年。ISBN 4492601503。
  - あずさ監査法人『内部統制の実践的マネジメント : 構築・運用・評価の実際』（第2版）東洋経済新報社、2009年。ISBN 9784492601884。
- 安田, 正敏『[日本版SOX法実践ガイド』日経BP社、2006年。ISBN 4822245403。
- ダイヤモンド社（編）「特集 内部統制地獄」『週刊ダイヤモンド』第95巻第2号、ダイヤモンド社、2007年1月13日、国立国会図書館書誌ID:000000032905。
- 根田, 正樹、菅原, 貴与志、松嶋, 隆弘『内部統制の理論と実践』財経詳報社、2007年。ISBN 9784881776865。
- 鳥羽, 至英『内部統制の理論と制度 : 執行・監督・監査の視点から』国元書房、2007年。ISBN 9784765815246。
- 盛田, 良久、蟹江, 章、友杉, 芳正、長吉, 眞一、山浦, 久司『監査論 : スタンダードテキスト』中央経済社、2008年。ISBN 9784502285905。
  - 盛田, 良久、蟹江, 章、友杉, 芳正、長吉, 眞一、山浦, 久司『監査論』（第2版）中央経済社〈スタンダードテキスト〉、2009年。ISBN 978-4-502-22140-8。